# 水質汚濁防止法施行令
水質汚濁防止法施行令（すいしつおだくぼうしほうしこうれい、昭和46年政令第188号）は、水質汚濁防止法の規定に基づき制定された日本の政令。

## 内容
- 特定施設（第一条）
- カドミウム等の物質（第二条）
- 水素イオン濃度等の項目（第三条） 
  - 指定地域特定施設（第三条の二）
  - 油（第三条の三）
  - 貯油施設等（第三条の四）
- 排水基準に関する条例の基準（第四条） 
  - 指定項目、指定水域及び指定地域（第四条の二）
  - 総量削減基本方針に掲げる総量（第四条の三）
- 排出水の排出の制限の施設（第五条）
- 緊急時（第六条）
- 都道府県の審議会その他の合議制の機関の調査審議等の基準（第七条）
- 報告及び検査（第八条）
- 公共用水域の管理を行う者（第九条）
- 政令で定める市の長による事務の処理（第十条）

### 規制内容

#### (1) 健康項目（令2条）
「特定施設」（施行令別表第一）の、人の健康に係る被害を生ずるおそれがある物質（重金属、有機化学物質など）
- カドミウム及びその化合物 - シアン化合物
- 有機リン化合物（ジエチルパラニトロフエニルチオホスフエイト（別名パラチオン）、ジメチルパラニトロフエニルチオホスフエイト（別名メチルパラチオン）、ジメチルエチルメルカプトエチルチオホスフエイト（別名メチルジメトン）及びエチルパラニトロフエニルチオノベンゼンホスホネイト（別名EPN）に限る。）
- 鉛及びその化合物 - 六価クロム化合物 - ヒ素及びその化合物
- 水銀及びアルキル水銀その他の水銀化合物
- ポリ塩化ビフェニル - トリクロロエチレン - テトラクロロエチレン - ジクロロメタン - 四塩化炭素
- 1,2-ジクロロエタン - 1,1-ジクロロエチレン - シス-1,2-ジクロロエチレン - 1,1,1-トリクロロエタン - 1,1,2-トリクロロエタン - 1,3-ジクロロプロペン
- テトラメチルチウラムジスルフイド（別名チウラム）
- 2-クロロ-4,6-ビス（エチルアミノ）-S-トリアジン（別名シマジン）
- S-（4-クロロベンジルメチル）＝N,N-ジエチルチオカルバマート（別名チオベンカルブ）
- ベンゼン
- セレン及びその化合物 - ホウ素及びその化合物 - フッ素及びその化合物
- アンモニア、アンモニウム化合物、亜硝酸化合物及び硝酸化合物

#### (2) 生活環境項目（令3条）
「特定施設」（施行令別表第一）の、水の汚染状態を示す項目（pH、BOD、COD、浮遊物質量、大腸菌群数など）、ただし規制対象は排水量が一日平均50ｔ以上

#### (3) 総量規制
「指定地域特定施設」からの排水（東京湾・伊勢湾・瀬戸内海と関係のある地域）

### 条例との関係
本法は適用対象で施設や排水量に条件があるなど、限定的な規制であるため、地方自治体の条例による「横出し規制」を認めている。また、全国一律で最低限の規制を定める趣旨であるため、同様に地方自治体の条例による「上乗せ規制」も認めている。実際、何らかの「横出し規制」「上乗せ規制」「脚きり規制」を定めている地方自治体は多い。
なお、下水道への排出水は、下水道法で規制している。

## 所轄官庁
- 環境省